# Casasola de Rueda
Casasola de Rueda es una localidad española que forma parte del municipio de Gradefes, en la provincia de León, comunidad autónoma de Castilla y León.

## Geografía

### Ubicación
| Noroeste: Valduvieco         | Norte: Valdealiso          | Noreste: Cifuentes de Rueda |
| Oeste: Mellanzos             |                            | Este: Villahibiera          |
| Suroeste Rueda del Almirante | Sur: Villamondrín de Rueda | Sureste: Quintana de Rueda  |

## Historia
Poco se conoce de este humilde pueblo, y lo poco que se conoce procede del libro de Aurelio Calvo "El monasterio de Gradefes : apuntes para su historia y la de algunos otros cenobios y pueblos del Concejo":
"Su nombre puede traer origen de que en un principio no hubiese en este lugar más que una Casa sola. Esta es la tradición existente entre los ancianos del pueblo, quienes cuentan que dicha casa fué dependencia de la Villa de Rueda, destinada para servicios del señor o Almirante. Desde luego, es un hecho que, por lo menos, a principios del siglo XIII era parroquia, cuya presentación correspondía al Monasterio de Gradefes y a los hijos-dalgos. Más tarde aparece como lugar de Señorío, que perteneció a la Duquesa de Alba. En su reconocimiento el Concejo pagaba anualmente un toro, que consistía en tres heminas de trigo y una y media de centeno. De 1125—may hay la Carta de venta que hace Antolino Vélaz y su mujer María Gutiérrez y su hermano Pedro Vélaz a Fredinando Pétrez y su esposa Geloira Pétriz, de una heredad en «Kasa sola, en territorio legionense, junto al río Estula». En 1185 García Ordóñez hace donación al Monasterio de Eslonza de diferentes posesiones que tiene en Ribadesla, Valdealiso, Anciles, Conforcos, Casa sola, y otros. De 1195—febr.—De un pergamino en que se habla de cierta contienda surgida entre Urraca Martíniz y sus hijos con Elvira Rodríguiz y su hijo, sobre las heredades que tienen en Castro Rodda y en Casa sola. En otra escritura de 1205—febr.— hace mención de la venta de una tierra «que está, dice, en el valle de Carvaliar». Confirma esta escritura; entre otros, Fernando Pbro. de Casa sola. Este valle se halla situado entre Rueda y Casasola; le atraviesa un reguero que lleva el mismo nombre, y era el punto en donde se juntaban los repartidores y vecinos «para hacer padrones de cualesquiera pechos del Rey, para oír cartas del Rey y repartir pedidos del señor» como reza la Carta-privilegio. En 1214—nov.—La Condesa D.ª Sancha hace Carta de donación a Juliana Gundisalvi, de toda la heredad que compró de Teresa Pelagii en Casa sola (2). En 1215—sepbre.—D.ª Mayor Fernandi hace donación a la Abadesa del Monasterio de Gradefes por remedio de su alma y la de sus padres, de toda la heredad que tiene en varios pueblos, entre ellos Quintanas, Villamartín y Casa sola, en todos sus términos con parte de las iglesias. Confirman esta escritura, Pedro Martini de Casa sola, Domingo Abad, Pedro Infaza de Rueda y D. Galter. En 1275—jun.—«Juana Martínez, morador en Cifuentes, mujer que fué de Beneyto Martínez, vende a Gonzalo Fernández y a su mujer Teresa López moradores en Cifuentes, medio molino que tienen en el molino de Casa sola con su fuero y todo lo que le pertenece a dicho molino». En 1294—jun.— «Ruy Pérez Caballero de Casasola y su mujer Teresa Rodríguez otorgan al Monasterio de Escalada en sufragio de las almas de sus padres toda la piedra, ripia e cespede que los canónigos creyesen conveniente portar y extraer de una tierra propiedad de los donantes, dentro del término de dicho lugar para encauzar el agua que tomasen del puerto del Rey y llevarla a los molinos, pudiendo aprovecharse de élla. El puerto del rey estaba en Casasola, cerca del término de Cifuentes». En otro documento del año 1323—marz.—que es una escritura de cambio, se dice que dan a D.ª Teresa Abadesa de Gradefes, en San Pedro de Valmatado, «por lo que vos habedes—en casa sola que fué de doña Aldonza González vuestra monja hija que fué de Gonzalo Pérez y de María Alfonso de Casasola—. En 1563—marz.—D. Bartolomé de Vegas, clérigo, Rector del lugar de Casasola, otorga dos fueros en favor del Convento de Gradefes. En 1710—marz.—D. Cruz García, cura de Casasola, hace un trueque con las monjas de Gradefes. de una tierra que éstas tenían en dicho lugar, por un huerto propiedad del citado D. Cruz. De 1754—may. —hay la escritura de Censo hecha a favor del Monasterio de Gradefes por Ambrosio Martínez y su mujer Francisca Rodríguez. vecinos de Casasola. El Censo eran Cien ducados de Principal y treinta y tres de réditos cada año.—«Passó la escritura ante D. Joseph Hypólito Collantes Svno de esta Jurisdn, de Rueda». A la salida del pueblo en dirección a Rueda, se encuentran restos de antiguas edificaciones en mampostería; y es en donde dicen que estuvo enclavado el pueblo en años anteriores. En 1590 tenía Casasola 13 vecinos; siete hidalgos y 6 pecheros. En 1779 eran ocho."

## Demografía
Evolución de la población
| Gráfica de evolución demográfica de Casasola de Rueda entre 2000 y 2017 |
|                                                                         |
| Población de derecho (2000-2017) según el padrón municipal del INE      |

## Tradiciones y Leyendas
"En este pueblo se celebraba una feria de utensilios de labranza, similar a la de Santiago de Villanófar, en el campo que denominan La Valleja del Santo; dicho así porque en él había una ermita dedicada a San Lorenzo—10 de Agosto —día en que celebran la fiesta parroquial. Aun lo cuentan los ancianos: Un año cuya fecha no recuerdan, llevaron los ganados a pastar al referido valle; mas apenas hacían éstos su entrada en él, comenzaban a sufrir bruscos espantos, sin que los esfuerzos de los pastores fueran suficientes para sujetarlos allí. Preocupado el vecindario por tan insólito e inexplicable suceso, se dirigieron un día a dicho lugar. Y como los guardas les señalasen el punto en donde ocurría el hecho, comenzaron a cavar en la parte más alta, no sin antes haber hecho todos la señal de la Cruz. Apenas dieron los primeros azadonazos, se ven sorprendidos por la presencia de una imagen de San Lorenzo. Un tanto impresionados y considerando el hecho como algo prodigioso, con sumo respecto recogieron tan estimado hallazgo, y levantando en dicho sitio una ermita, colocaron la imagen del Santo, habiendo comenzado desde entonces a tributarle allí culto y veneración. La ermita ha desaparecido; y la imagen se halla en el templo parroquial. La fábrica de la iglesia es de edificación sencilla y pobre. Dentro, inscrustada en la pared del norte, hay una lápida con inscripción que carece de interés. Alude a la fundación de un Censo y Aniversarios que, siendo cura del lugar D. José de Robles —año 1684—, funda Bernardo Beneítez vecino de Casasola. El primero es para la luz de la lámpara del Santísimo, gravitando sobre varias fincas existentes en los términos de Casasola, Cifuentes y Valdealiso. Los Aniversarios figuran fundados en la Cofradía de Santi Spiritus de Abajo (4). Existió en esta parroquia Id Capellanía titulada de los Casados. Su carga era aplicar 60 misas en el año. En 1766 la disfrutaba D. Vicente de Campos, clérigo de Valduvieco y Teniente de Beneficiado del mismo (1). En 1808 comenzaron a dejarse de cumplir las cargas por falta de pago, según reza el Libro de Aniversarios. En 1820 dice el párroco en una nota: «No se cumple hace ya muchos años; está vendida; pero tiene algunos foros y posesiones por vender, según resulta de su fundación»."